# 跳出香港
跳出香港（英語：Rise High，離港後稱），是一匹曾經在愛爾蘭、香港和澳洲出賽的賽駒，在港練馬師是方嘉柏。

## 簡介
2016年9月10日，霍禮義策騎「跳出香港」勝出愛爾蘭李奧柏馬場的國際三級賽金羊毛錦標。其後，「跳出香港」被運來香港服役，加盟方嘉柏馬房。
2018年4月29日，「跳出香港」打開其在港的勝利之門。
2018年7月15日，潘頓策騎「跳出香港」勝出第一班盃賽沙田一哩錦標。賽後，潘頓說道：「顯而易見，牠在進步中，所以唯一不確定的只是牠能否應付是日的場地。馬兒上次出賽後，方嘉柏讓牠略為放鬆一下，所以今日牠看來火氣亦不是太盛。但牠展示出牠的級數。每跑一場，牠就更懂得競賽 – 更加放鬆，發揮更加自如。」練馬師方嘉柏對「跳出香港」同樣寄予厚望：「這是一匹好馬，我在牠身上花了很多心思。我們沒有安排牠出戰打吡大賽，因為我認為對牠來說時間太倉促。我們順其自然給予牠所需時間，結果牠的進度十分理想。明年這個時候，牠的評分應會升至120分。沒有問題！我們希望牠在下一個馬季頭兩次出賽時可以顯示牠具備一級賽實力。雖然第一班賽事與一級賽不能相提並論，但牠一直在不斷進步中。歇暑亦會令牠獲益。我們不會予以催迫，但我們樂意讓牠參與十二月的香港國際賽事。要參加該項盛會，以牠目前的評分，所需要提升的幅度並不太大。」
2019年5月26日，何澤堯策騎「跳出香港」出戰國際一級賽香港冠軍暨遮打盃，僅負於「時時精綵」，取得第二名。
2019年6月23日，何澤堯策騎「跳出香港」勝出國際三級賽精英碟。賽後，何澤堯說道：「坐騎的後軀曾受他駒碰撞，令我們曾略失平衡，我唯有耐心等候，先讓牠重拾平衡，繼而才催策牠加速上前。我知道坐騎一向走勢強勁，今日牠跑來比我預期更有勁勢，而且牠亦能佔取中間的有利位置，所以我知道牠會交出好表現，於六百米處，我開始催策牠，而牠亦能交出凌厲的加速力。」練馬師方嘉柏說道：「我替何澤堯感到十分高興，他是個好孩子，我喜歡他。一直以來他都努力工作，從當初在我馬房當見習生時便是如此。與他共事是一件開心事。他今天所獲一切成就都是他應得的。他與『跳出香港』合作取得這樣的成績，我也替他感到高興，希望我們繼續合作，有朝一日能夠贏取一場一級賽。」他補充：「『時時精綵』當然是超級巨星，但我深信『跳出香港』有可能成為此間另一匹超級巨星。牠是匹明星馬。我希望有機會派牠遠征，因為我認為牠有此能耐。目前牠仍在學習，當牠一切準備就緒，就是牠稱王稱霸的時候。更大的榮譽在前頭等著牠。」
2019年10月20日，何澤堯策騎「跳出香港」勝出國際二級賽沙田錦標，而香港出類拔萃的一哩王「美麗傳承」在這項二級賽只能跑獲季軍，十連勝的連勝紀錄因此而終結。賽後，何澤堯說道：「坐騎出閘迅速，但由於馬兒極富新鮮感，所以當對手減慢步速時，牠開始傾向搶口，但仍可保持位置，未有耗力太多。當莫雷拉策騎『夏威夷』超越『美麗傳承』時，我們亦能望空，我隨即知道坐騎將可交出強勁的加速力。」練馬師方嘉柏說道：「我情緒很激動，雀躍萬分，我一直提及，『跳出香港』將會是香港馬壇的一顆明日之星。今日賽前上鞍時，牠幾乎傷到自己，當時牠一直踢起後腿，令跗關節內側部位受觸碰，我因此要安撫其情緒，但牠情況仍能保持良好，日後牠角逐更合其腳法的途程時，將令我們更加期待。通常馬匹於馬季內首次上陣時，你都不會太催迫牠，但即使如此，你總希望牠今日在一哩的賽事中能以佳勢後上而取得好成績，事實上牠以往亦曾一再於此途程上交出好表現，今日能夠取勝已是一個很大的額外獎賞，而能擊敗馬王則更好不過。」
2019年12月8日，何澤堯策騎「跳出香港」出戰國際一級賽香港盃，僅負於日本代表「勝出光采」及愛爾蘭代表「巫師杖」，取得第三名。
2021年3月22日，「跳出香港」因腳傷宣告退役，正式結束其在港競賽生涯，其後被運往澳洲，延續競賽生涯。

## 在港勝出賽事全紀錄
| 比賽日期   | 賽事名稱                  | 賽事班次 | 賽道 | 賽事路程 | 比賽馬場 | 名次 | 完成時間 | 騎師   |
| ---------- | ------------------------- | -------- | ---- | -------- | -------- | ---- | -------- | ------ |
| 29/04/2018 | 愛彼ROYAL OAK CONCEPT讓賽 | 第二班   | 草地 | 1600米   | 沙田馬場 | 1    | 1:35.35  | 潘頓   |
| 20/05/2018 | 碧璽讓賽                  | 第二班   | 草地 | 1600米   | 沙田馬場 | 1    | 1:33.91  | 潘頓   |
| 15/07/2018 | 沙田一哩錦標（讓賽）      | 第一班   | 草地 | 1600米   | 沙田馬場 | 1    | 1:34.45  | 潘頓   |
| 10/03/2019 | 薰衣草讓賽                | 第一班   | 草地 | 1600米   | 沙田馬場 | 1    | 1:34.56  | 貝力斯 |
| 23/06/2019 | 精英碟（讓賽）            | G3       | 草地 | 1800米   | 沙田馬場 | 1    | 1:46.87  | 何澤堯 |
| 20/10/2019 | 東方表行沙田錦標（讓賽）  | G2       | 草地 | 1600米   | 沙田馬場 | 1    | 1:32.82  | 何澤堯 |

## 在港一級賽出賽全紀錄
| 比賽日期   | 賽事名稱           | 賽事班次 | 賽道 | 賽事路程 | 比賽馬場 | 名次 | 完成時間 | 騎師   |
| ---------- | ------------------ | -------- | ---- | -------- | -------- | ---- | -------- | ------ |
| 28/04/2019 | 富衛保險冠軍一哩賽 | G1       | 草地 | 1600米   | 沙田馬場 | 5    | 1:34.29  | 潘頓   |
| 26/05/2019 | 渣打冠軍暨遮打盃   | G1       | 草地 | 2400米   | 沙田馬場 | 2    | 2:26.21  | 何澤堯 |
| 08/12/2019 | 浪琴表香港盃       | G1       | 草地 | 2000米   | 沙田馬場 | 3    | 2:00.63  | 何澤堯 |
| 24/01/2021 | 董事盃             | G1       | 草地 | 1600米   | 沙田馬場 | 5    | 1:33.76  | 蘇銘倫 |

## 在港以外大賽出賽全紀錄
| 比賽日期   | 賽事名稱         | 賽事班次 | 賽道 | 賽事路程 | 比賽馬場     | 名次 | 完成時間 | 騎師   |
| ---------- | ---------------- | -------- | ---- | -------- | ------------ | ---- | -------- | ------ |
| 10/09/2016 | 金羊毛錦標       | G3       | 草地 | 1609米   | 李奧柏馬場   | 1    | 1:43.49  | 霍禮義 |
| 26/11/2022 | 節日錦標         | G3       | 草地 | 1500米   | 玫瑰崗馬場   | 4    | —        | 尚宜令 |
| 10/12/2022 | 維利爾斯錦標     | G2       | 草地 | 1600米   | 蘭域馬場     | 12   | —        | 尚宜令 |
| 11/02/2023 | 卡龍盃           | G3       | 草地 | 1600米   | 考菲爾德馬場 | 3    | —        | 薛恩   |
| 11/03/2023 | 天高錦標         | G3       | 草地 | 2000米   | 玫瑰崗馬場   | 3    | —        | 羅理雅 |
| 25/03/2023 | 薛活德錦標       | G3       | 草地 | 2000米   | 玫瑰崗馬場   | 2    | —        | 羅理雅 |
| 15/04/2023 | 日本中央競馬會碟 | G3       | 草地 | 2000米   | 蘭域馬場     | 6    | —        | 羅理雅 |

## 外部連結
- . 2018-07-15  [2018-07-15].
- . 2019-06-23  [2019-06-23]. （原始内容存档于2024-07-14）.
- . 2019-10-20  [2019-10-20]. （原始内容存档于2023-03-23）.